# Soldat Bom

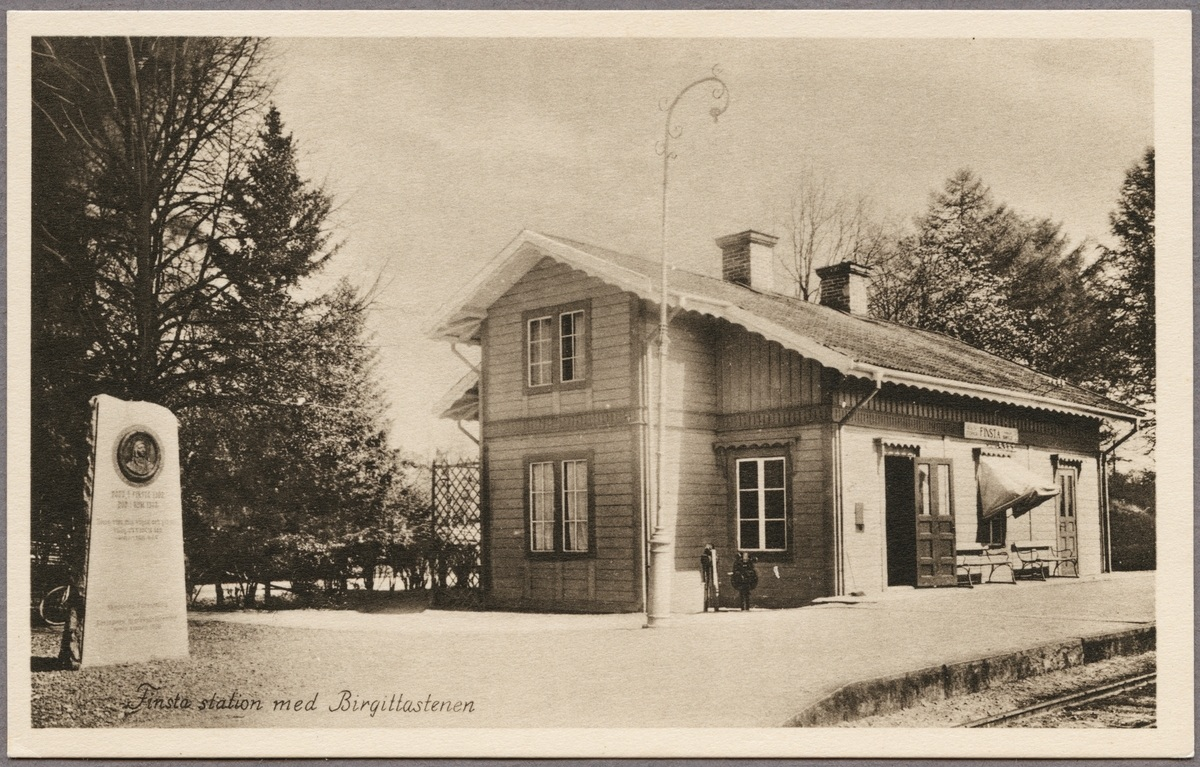
Finsta station under järnvägsepoken

Soldat Bom är en svensk komedifilm från 1948 i regi av Lars-Eric Kjellgren. Det är den första i raden av sju Bom-filmer. Nils Poppe spelar huvudrollen som den perfekte soldaten Fabian Bom, mannen som driver nitiska befäl till vansinne genom sin remarkabla pliktkänsla. I övriga roller ses bland andra Inga Landgré, Gunnar Björnstrand, Douglas Håge och Julia Cæsar.

## Handling
Stinsen Fabian Bom, tidigare kronvrak, lyckas bli inkallad, när han märker att hans älskade Gabriella svärmar för militärer. Livet i fält visar sig passa den pedantiske och plikttrogne Fabian. Glad som en lärka både marscherar och kravlar han i lera, till överordnades stora förtret. 

## Om filmen
Filmen premiärvisades på biograf Spegeln i Stockholm den 15 december 1948. Utöver den här första filmen möter vi Fabian Bom i ytterligare sex filmer. De båda österrikiska manuskriptförfattarna Paul Baudisch och Adolf Schütz skapade tillsammans med Poppe rollfiguren Fabian Bom. Järnvägsscenerna i filmen spelades in vid Finsta station mellan Rimbo och Norrtälje.
Filmen blev en enorm succé och gick 48 veckor på biograferna i Stockholm.[källa behövs] Även utomlands blev filmen en stor succé, särskilt i Tyskland.

## Rollista i urval
- Nils Poppe - Fabian Bom, stins i Trämåla, soldat 46 Bom
- Gunnar Björnstrand - furir Berglund
- Julia Cæsar - Carolina Hård, föreståndarinna för flickinternatskolan, Fabians moster
- Douglas Håge - major Killman
- Inga Landgré - Agnes
- Naima Wifstrand - översköterskan
- Gunnel Wadner - Gabriella Killman, major Killmans brorsdotter, sjuksköterska
- Gösta Cederlund - översten
- Ludde Juberg - Zakarias, stationskarl
- Åke Jensen - Allan Forsberg, löjtnant
- Nils Hallberg - Joker-Kalle, rekryt
- Nils Jacobsson - militärläkaren
- Karl Erik Flens - korpral

## Kritik
I Svenska Dagbladet ansåg filmrecensenten Lill att Poppe hade "den personliga gnistan med snudd på genialitet" och att figuren Bom och filmen kunde jämföras med Charlie Chaplins bästa filmer. Morgon-Tidningens recensent Helge Åkerhielm lovordade både Gunnar Björnstrands furir och Inga Landgré som flickan. Aftonbladets filmrecensent ansåg att filmen var en högst ordinär militärfars och att publiken inte borde ha några förväntningar inför biobesöket.

## Musik i filmen
- "Du och jag och Lotta", instrumental.
- "Svenska arméns tapto",  kompositör Johann Heinrich Walch, instrumental.
- "Cupido dansar",  kompositör Einar Hylin, instrumental.
- "At the Woodchopper's Ball",  kompositör Joe Bishop och Woody Herman, text Sid Robin, instrumental.

## Teaterversioner
Nils Poppe upprepade rollen som soldat Bom när han 1969 satte upp pjäsen Den glade soldaten Bom, som byggde på filmens manus, på Fredriksdalsteatern i Helsingborg. 1994 satte Eva Rydberg upp en ny pjäsversion; Den tappre soldaten Bom, på Fredriksdalsteatern - med sig själv i titelrollen.

## DVD
Filmen gavs ut på DVD 2005, 2008 och 2016.

## Fotnoter
1. ↑  Svenska Dagbladet 16 december 1948, Morgontidningen 16 december 1948, Aftonbladet 16 december 1948